# Gunnar Nielsen (Leichtathlet)
Gunnar Nielsen (Niels Gunnar Nielsen; * 25. März 1928 in Kopenhagen; † 29. Mai 1985 ebenda) war ein dänischer Mittelstreckenläufer.
Bei den Olympischen Spielen 1952 in Helsinki wurde er in 1:49,7 min Vierter über 800 Meter, zeitgleich mit dem Deutschen Heinz Ulzheimer, der Bronze gewann.
1954 gewann er bei den Europameisterschaften in Bern Silber über 1500 Meter. Im selben Jahr stellte er am 30. September in Kopenhagen mit 1:48,6 min den Weltrekord über 880 Yards ein.
1955 folgte ein Hallenweltrekord im Meilenlauf (4:03,6 min). Im Herbst stellte er mit 3:40,8 min den Weltrekord über 1500 Meter ein.
Bei den Olympischen Spielen 1956 in Melbourne siegte er im Vorlauf über 800 Meter, verzichtete aber darauf, im Halbfinale anzutreten. Über 1500 Meter wurde er im letzten Rennen seiner Karriere Zehnter.
Über 800 Meter wurde er achtmal in Folge dänischer Meister (1949–1956), über 1500 fünfmal (1952–1956).

## Persönliche Bestzeiten
- 800 m: 1:47,5 min, 4. August 1955, Kopenhagen
- 1500 m: 3:40,8 min, 6. September 1955, Oslo
- 1 Meile: 3:59,1 min, 1. Juni 1956, Compton
  - Halle: 4:03,6 min, 5. Februar 1955, New York City